# Бабин-Зарічний
Бабин-Зарі́чний — село Калуського району Івано-Франківської області на правому березі річки Лімниця. Входить до складу Калуської міської громади.

## Природа
Незабутні враження дарує риболовля на Лімниці, яку називають найчистішою річкою Європи. До початку ХХІ сторіччя над прилеглим до села лісом височіли десятки 30-метрових 200-річних модрин, безжально вирізані на будівництво палацу для Кучми у Старій Гуті.

## Історія
Село засноване у давні часи, але перші знайдені писемні згадки відносяться до XV століття, коли впроваджувалися списки сіл. Зокрема, згадується 20 жовтня 1466 року в книгах галицького суду . Також — у люстрації 1469 року: Бабин і Підгірки зобов’язуються постійно утримувати за тевтонським правом 6 арбалетників або лучників. Селяни Бабина брали участь у повстанні 1648 року.
Вперше назва «Бабин-Зарічний» вживається 21 березня 1787 року, коли Бабин-Зарічний згадується як присілок Бабина (тепер — Середній Бабин) (хоча забудова території села наявна на Карті фон Міга 1779 року . Та й Середній Бабин формально перейняв статус давнього Бабина внаслідок тамтешнього розташування фільварку, а не первинної і найдавнішої чи найчисельнішої частини села. В переписі 1900 року Бабин-Зарічний налічував 83 будинки і 516 жителів та входив до гміни (самоврядної громади) Бабин, а вже в переписі 1910 року Бабин-Зарічний і Середній Бабин мали статус окремих гмін (самоврядних громад). Того року в Бабині-Зарічному було 550 мешканців.
Мешканці села у міжвоєнний період відзначалися високим рівнем національної свідомості. Товариство «Рідна школа» в селі очолював Дмитро Яцурак. Стараннями гуртка (46 осіб) організовано дитячий садок, котрий, однак, через два тижні за розпорядженням польської окупаційної влади було закрито. Також у селі постав осередок ОУН.
У 1939 році в селі проживало 620 мешканців (610 українців, 5 поляків і 5 євреїв).
Після приєднання Західної України до СРСР село ввійшло 17 січня 1940 р. до новоутвореного Войнилівського району. 23 жовтня 1940 р. Указом Президії Верховної Ради УРСР з Войнилівського району Бабин-Зарічна сільська рада передана до Калуського району. Окупанти розстрілювали запідозрених у належності до ОУН.
3 березня 1944 року гітлерівськими карателями-узбеками спалено хату і знищено 15 жителів села. 22 березня 1944 року під час каральної акції гітлерівців розстріляно 40 мирних жителів села, спалено всі житлові та господарські будівлі. За часів СРСР міст через Лімницю (через який пройшли усі війська фронту в 1944 році) був занехаяний і знесений повінню, така ж доля спіткала і міст через Рудку.
В січні 1946 р. для боротьби з УПА в кожному селі був розміщений гарнізон НКВД, у Бабині-Зарічному — з 30 осіб (на допомогу готові були 1300 в Калуші та гарнізони НКВД в сусідніх селах).
18 березня 1950 року рішенням Калуського райвиконкому № 105 в селі утворено колгосп імені Зої Космодем'янської, куди загнали 112 селянських господарств.

## Населення

### Мова
Розподіл населення за рідною мовою за даними перепису 2001 року:
| Мова       | Кількість | Відсоток |
| ---------- | --------- | -------- |
| українська | 244       | 99.59%   |
| російська  | 1         | 0.41%    |
| Усього     | 245       | 100%     |

## Соціальна сфера
- Церква-каплиця св. Дмитрія (храмове свято 8 листопада) збудована 1945 року на місці спаленої німцями церкви з 1904 р., пам'ятка архітектури місцевого значення № 753[14].
- Народний дім з меморіальною дошкою М. М. Лозинському (скульптор Ігор Семак).
- Початкова школа на 30 учнівських місць.
- 101 двір, 259 мешканців.

## Вулиці
У селі є вулиці:
- Івана Франка
- Марка Черемшини
- Садова
- Тараса Шевченка

## Народилися
- Лозинський Михайло Михайлович — український публіцист, театральний критик, політичний діяч, репресований «совітами».[16][17]
- Чижевський Василь Миколайович — лицар Срібного хреста бойової заслуги УПА 2 класу.

## Фото

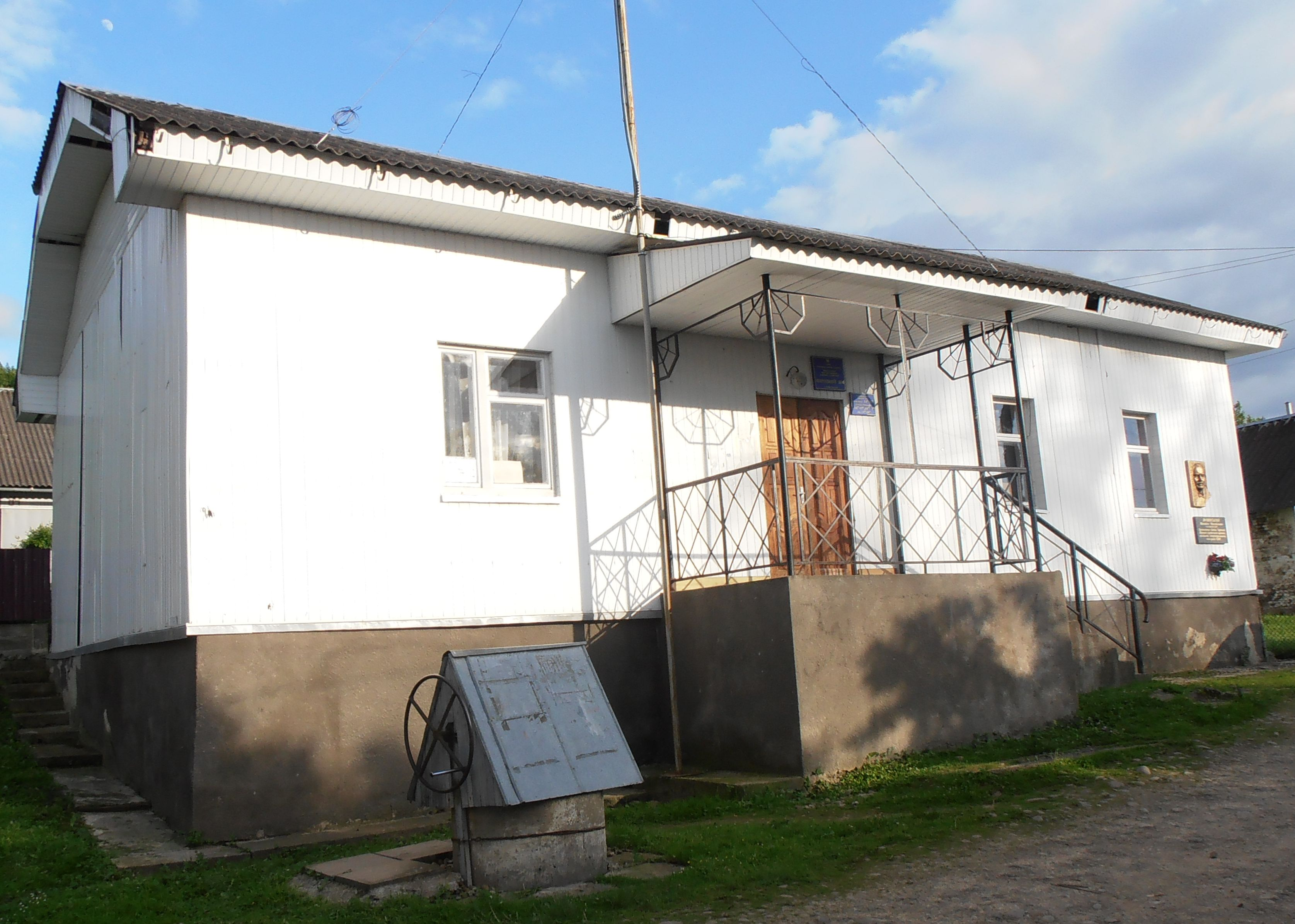
Народний Дім
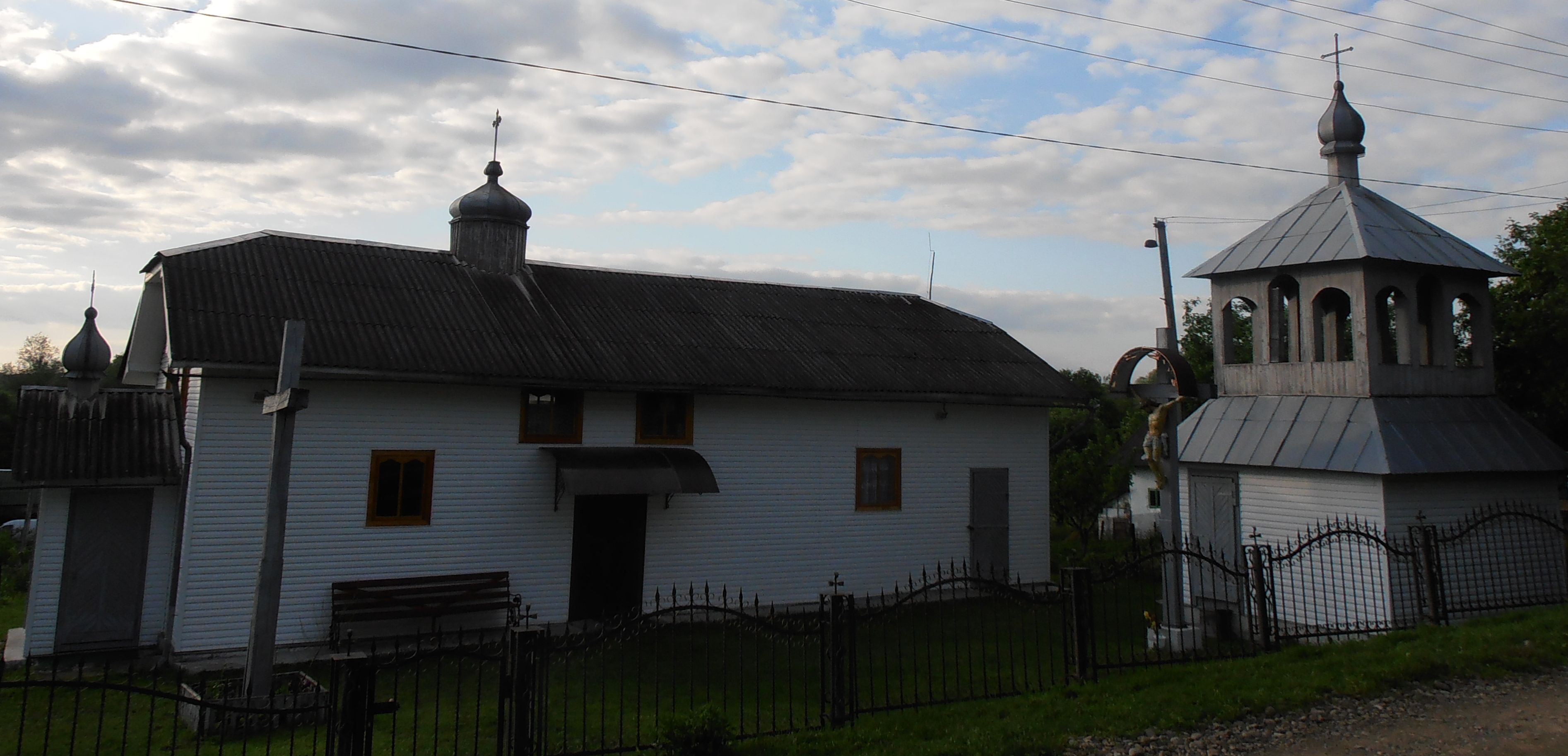
Церква  Святого Дмитрія
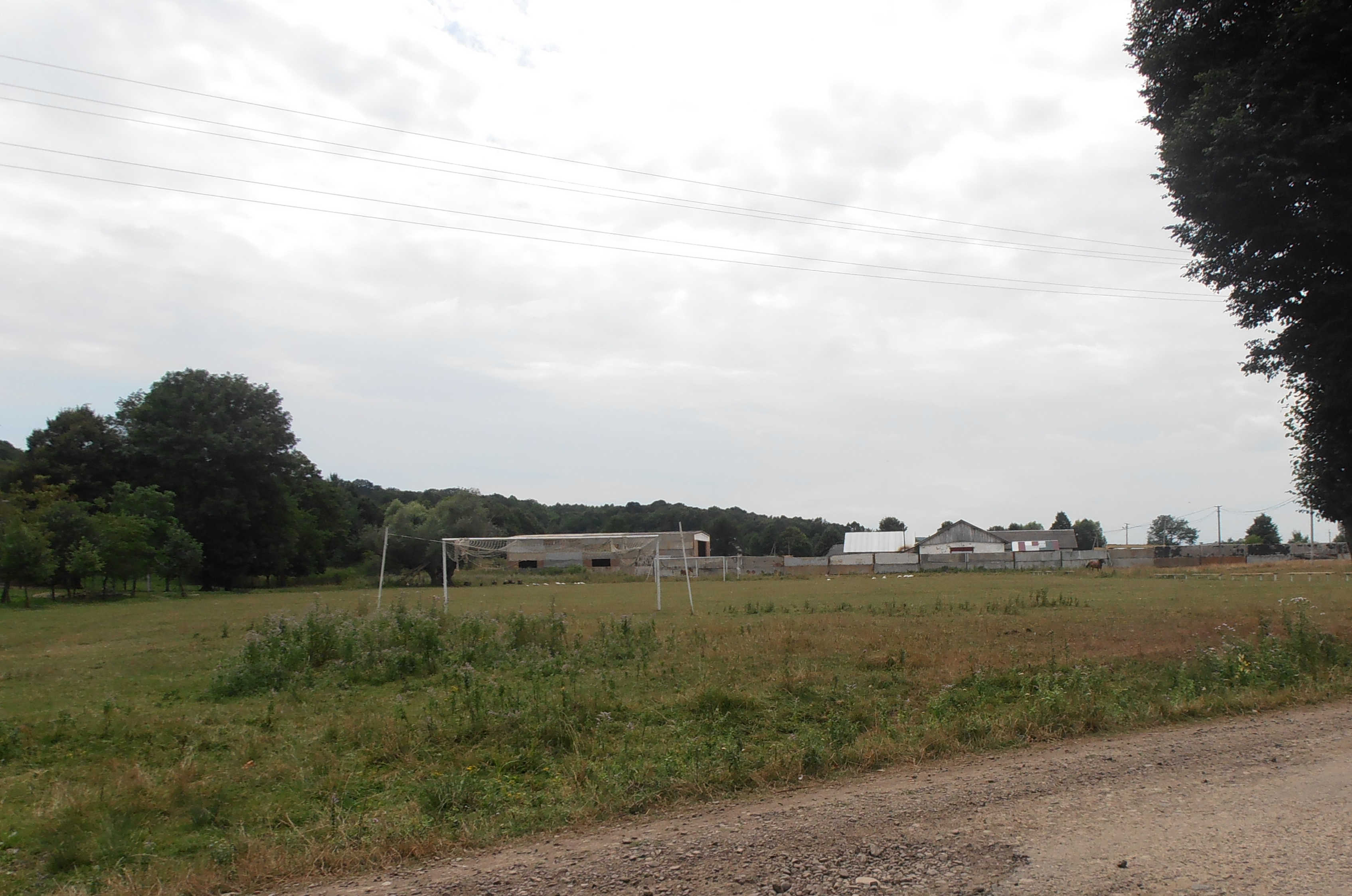
Стадіон
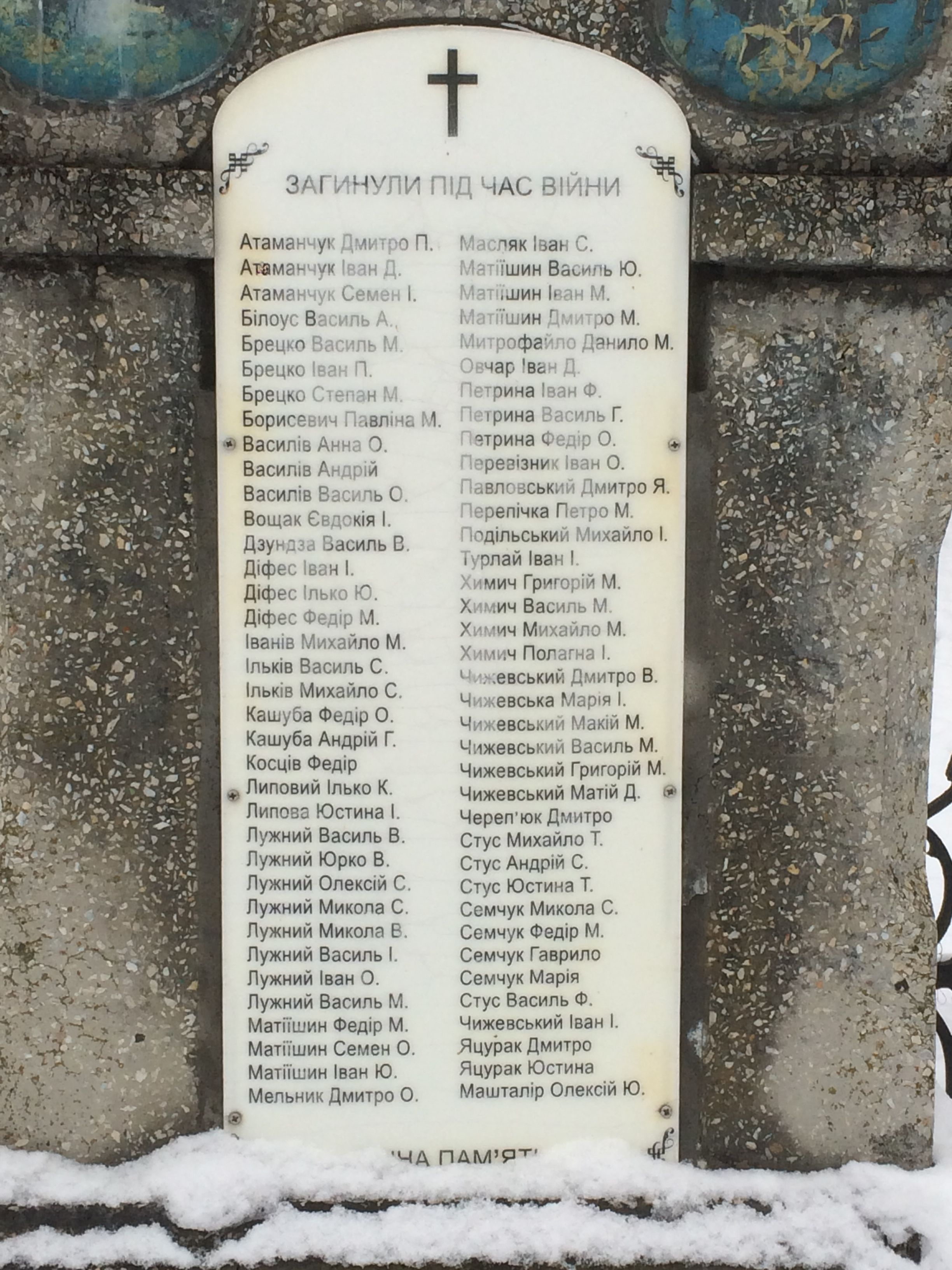
Стела пам'ятника загиблим жителям